# Ruth McGregor
Ruth V. McGregor (nacida en 1943) es una ex-Jueza de la Corte Suprema de Arizona. 
McGregor fue una Jueza de la Corte más alta del estado desde 1998, cuando fue designada para el Tribuanl por la Gobernador republicana de Arizona Jane Dee Hull hasta su jubilación en 2009. Sirvió un período como Presidenta de la Corte Suprema, que terminó con su jubilación. Se retiró el 30 de junio de 2009, y fue sucedida por John Pelander.

## Educación legal y experiencia
McGregor obtuvo su Grado en la Universidad de Iowa en 1964, un Máster en la Universidad de Iowa en 1965, y su Grado en Derecho en la Sandra Day O'Connor College of Law de la Universidad Estatal de Arizona en 1974.

## Carrera judicial
McGregor trabajó como ayudante legal para la Jueza de la Corte Suprema de los Estados Unidos Sandra Day O'Connor de 1981–1982 y trabajó en la Corte de Apelaciones de Arizona en 1989-1998.
McGregor fue designada para la Corte Suprema de Arizona en 1998 por la Gobernadora republicana Jane Dee Hull y permaneció allí hasta su jubilación en 2009. Sirvió un período como Presidenta de la Corte Suprema, que terminó con su jubilación. Se retiró el 30 de junio de 2009, y fue sucedida por John Pelander.

## Defensora del plan Misuri
La Jueza McGregor es una defensora en Arizona de la versión del Plan Misuri para elegir a Jueces estatales.

## Sobre los términos "derogatorios" refiriéndose a inmigrantes indocumentados
La Asociación de Abogados Hispanos pidió que el sistema de la Corte de Arizona dejase de usar términos como "ilegal" en casos y opiniones. La Jueza Ruth McGregor en una carta, indicó que ha informado a los Jueces de las preocupaciones de la organización sobre el uso de términos como "ilegal", "aliens" o "inmigrantes ilegales."